# Лай Жуньмін
Лай Жуньмін (5 травня 1963) — китайський важкоатлет.
Срібний призер Олімпійських Ігор 1984 року в категорії 56 кг.